# Domino
 For alternative betydninger, se Domino (flertydig). (Se også artikler, som begynder med Domino)
Domino er et spil, som består af 2-delte brikker. Hver del har et antal øjne, typisk mellem nul og seks, men findes også med flere øjne. Domino-brikker kan ligesom spillekort bruges til flere forskellige spil, men spilles typisk ved at hver spiller får et antal brikker, som man lægger så øjnene på brikken matcher øjnene på en anden ledig domino-brik. Vinderen er den spiller, som kommer af med sine brikker først.

## Brikker og serier
Domino-brikker er rektangulære og dobbelt så lange som de er brede. En linje midt på brikken deler den i to kvadrater. Værdien af hver side er lig med antallet af øjne. Domino-brikker findes i sæt, hvor det mest almindelige sæt (dobbelt-seks) har værdierne fra 0 (ingen øjne) til 6.
Brikkerne bliver benævnt efter deres værdier; f.eks. 2–5 eller 5–2 er to måder at beskrive den domino-brik, der har værdierne 2 og 5. Brikker, som har den samme værdi i begge ender kaldes "dobbelt", og benævnes typisk dobbelt-nul, dobbelt-en, etc.
Hver brik er et del af en serie og de to værdier, f.eks. 0–3 hører både til blank serie (eller nul-serien) og til tre-serien. Naturligvis er dobbelt-brikker en undtagelse, da hver "dobbelt" kun tilhører en serie. I domino-spillet 42, tilhører dobbelt-brikkerne en ekstra serie af dobbelte, så f.eks. dobbelt-seks 6–6 tilhører både 6-serie og en serie af dobbelt-brikker.

## Dominosæt
Der findes almindeligvis fem størrelser af dominosæt. Det er dobbelt-seks, dobbelt-ni, dobbelt-tolv, dobbelt-femten, og dobbelt-atten. Her er antallet af brikker og øjne i hvert sæt:
- Dobbelt-seks: 28 brikker, 168 øjne
- Dobbelt-ni: 55 brikker, 495 øjne
- Dobbelt-tolv: 91 brikker, 1092 øjne
- Dobbelt-femten: 136 brikker, 2040 øjne
- Dobbelt-atten: 190 brikker, 3420 øjne

Antallet er brikker kan udregnes med følgende formel, hvor dobbelt n domino-brikker er {\displaystyle {\tfrac {(n+1)(n+2)}{2}}} og antallet af øjne er {\displaystyle {\tfrac {n(n+1)(n+2)}{2}}}.
Almindeligvis er dobbelt-seks og dobbelt-ni, de mest benyttede sæt. De øvrige sæt bliver mest brugt, hvis man er mange spillere eller hvis man ønsker at spille et langt spil.

## Regler
Man skal som minimum være 2 spillere, men man kan spille med flere spillere. Jo flere spillere, jo større sæt er det bedre at spille med.
Forberedelse
- Alle domino-brikker lægges på bordet med bagsiden opad.
- Hver spiller tager 7 brikker (9 brikker hvis der kun er to spillere).

Spillet
- Den spiller, der har den højeste dobbelt-brik starter med at lægge denne brik på bordet.
- Derefter lægger spillerne skiftevis en brik, i forlængelse af de domino-brikker der ligger på bordet. Værdierne på brikkerne skal være ens, f.eks. kan 2-7 lægges i forlængelse af 7-7.
- Ved dobbelt-brikker må man lægge til både på den korte og lange side. På de øvrige brikker må man kun lægge til på den korte side, men man må gerne lægge brikken, hvilken vej man ønsker. Hvis man lægger en dobbeltbrik, skal den altid lægges på tværs af den korte led.
- Hvis man ikke har en værdi, der matcher en af de ledige brikker på bordet, tager man en ny brik, indtil man finder en, der kan bruges.

Vinder
- Den spiller, der først kommer af med alle sine brikker, vinder spillet.
- Øjnene på de brikker, som modstanderne har tilbage tælles sammen, og vinderen får alle pointene. Den spiller, som først får 100 point, vinder spillet.
- Man kan eventuelt aftale at spille til et mindre antal point, hvis spillet skal gå hurtigere.

## Domino i kulturen
Det forhold, at domino-brikkerne er tykke, og at de dermed kan stå på højkant, er en central forudsætning for dominovæltning, hvor en mængde dominobrikker stilles op således, at man kan vælte én brik, som vælter den næste og så videre i en kædereaktion, den såkaldte dominoeffekt.
Denne anvendelse har også givet navn til dominoteorien, hvor man under den kolde krig tænkte sig, at ét lands eventuelle overgang til kommunistisk styre kunne få nabolande til at følge efter.